# Royal Rumble (2005)
O Royal Rumble 2005 foi o 18º evento pay-per-view anual do Royal Rumble, organizado pela WWE. Decorreu a 30 de Janeiro de 2005 no Save Mart Center em Fresno, Califórnia, daí a razão da música oficial ter sido a West Side Story. Os bilhetes para este evento foram postos à venda a 18 de Dezembro de 2004.

## Resultados
| #                              | Lutas                                                       | Estipulação                                                             | Tempo |
| ------------------------------ | ----------------------------------------------------------- | ----------------------------------------------------------------------- | ----- |
| HEAT                           | Maven derrotou Rhyno                                        | Luta individual                                                         | 07:01 |
| 1                              | Edge derrotou Shawn Michaels                                | Luta individual                                                         | 18:32 |
| 2                              | The Undertaker derrotou Heidenreich                         | Luta de caixão                                                          | 13:20 |
| 3                              | John "Bradshaw" Layfield (c) derrotou Big Show e Kurt Angle | Luta Triple Threat pelo WWE Championship                                | 12:04 |
| 4                              | Triple H derrotou Randy Orton                               | Luta individual pelo World Heavyweight Championship                     | 21:27 |
| 5                              | Batista eliminou por último John Cena para vencer           | Luta Royal Rumble por uma luta por um título mundial no WrestleMania 21 | 53:54 |
| (c) – Campeão(s) antes da luta |                                                             |                                                                         |       |

### Entradas e eliminações da luta Royal Rumble
Vermelho  e "Raw" indicam lutadores do Raw, azul  e "SmackDown!" indicam lutadores do SmackDown!.

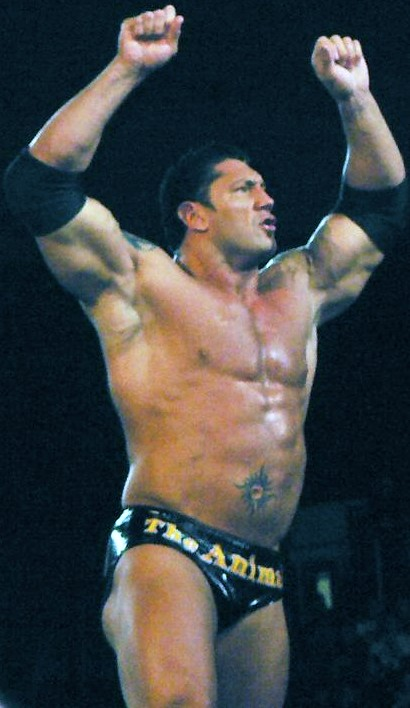
Batista, vencedor da luta Royal Rumble de 2005.

| Símbolo | Significado           |
| ------- | --------------------- |
| †       | Indica o menor tempo. |

| #     | Lutador           | Divisão    | Colocação | Eliminado por                                                                 | Tempo   |
| ----- | ----------------- | ---------- | --------- | ----------------------------------------------------------------------------- | ------- |
| 01    | Eddie Guerrero    | SmackDown! | 20        | Edge                                                                          | 28:15   |
| 02    | Chris Benoit      | Raw        | 6         | Batista e Ric Flair                                                           | 47:30   |
| 03    | Daniel Puder      | SmackDown! | 30        | Hardcore Holly                                                                | 04:09   |
| 04    | Hardcore Holly    | SmackDown! | 29        | Chris Benoit e Eddie Guerrero                                                 | 01:59   |
| 05    | The Hurricane     | Raw        | 28        | Chris Benoit e Eddie Guerrero                                                 | 01:04   |
| 06    | Kenzo Suzuki      | SmackDown! | 27        | Rey Mysterio                                                                  | 03:31   |
| 07    | Edge              | Raw        | 3         | Batista e John Cena                                                           | 40:19   |
| 08    | Rey Mysterio      | SmackDown! | 4         | Edge                                                                          | 38:25   |
| 09    | Shelton Benjamin  | Raw        | 21        | Edge                                                                          | 14:35   |
| 10    | Booker T          | SmackDown! | 22        | Eddie Guerrero e Rey Mysterio                                                 | 10:42   |
| 11    | Chris Jericho     | Raw        | 10        | Batista                                                                       | 28:22   |
| 12    | Luther Reigns     | SmackDown! | 24        | Booker T                                                                      | 07:13   |
| 13    | Muhammad Hassan   | Raw        | 26        | Edge, Chris Jericho, Chris Benoit, Booker T, Shelton Benjamin e Luther Reigns | 00:54   |
| 14    | Orlando Jordan    | SmackDown! | 23        | Booker T                                                                      | 03:36   |
| 15    | Scotty 2 Hotty[S] | SmackDown! | -         | -                                                                             | -       |
| 16    | Charlie Haas      | SmackDown! | 18        | Shawn Michaels                                                                | 06:20   |
| 17    | René Duprée       | SmackDown! | 15        | Chris Jericho                                                                 | 11:32   |
| 18    | Simon Dean        | Raw        | 19        | Shawn Michaels                                                                | 00:20 † |
| 19    | Shawn Michaels    | Raw        | 16        | Kurt Angle[A]                                                                 | 04:56   |
| 20[N] | Kurt Angle        | SmackDown! | 17        | Shawn Michaels                                                                | 00:37   |
| 21    | Jonathan Coachman | Raw        | 8         | Ric Flair                                                                     | 13:48   |
| 22    | Mark Jindrak      | SmackDown! | 12        | Kane                                                                          | 08:15   |
| 23    | Viscera           | Raw        | 14        | John Cena                                                                     | 03:00   |
| 24    | Paul London       | SmackDown! | 13        | Snitsky                                                                       | 03:15   |
| 25    | John Cena         | SmackDown! | 2         | Batista                                                                       | 15:28   |
| 26    | Snitsky           | Raw        | 11        | Batista                                                                       | 03:38   |
| 27    | Kane              | Raw        | 9         | John Cena                                                                     | 03:54   |
| 28    | Batista [E]       | Raw        | Vencedor  | -                                                                             | 10:54   |
| 29    | Christian         | Raw        | 7         | Batista                                                                       | 02:09   |
| 30    | Ric Flair         | Raw        | 5         | Edge                                                                          | 01:58   |

E Batista eliminou o maior número de lutadores: 6.
N Nunzio participaria da luta, mas teve seu número roubado por Kurt Angle.
A Kurt Angle já havia sido eliminado quando eliminou Shawn Michaels.
S Scotty 2 Hotty não participou da luta pois foi atacado em sua entrada por Muhammad Hassan.

## Outras aparências
| Comentadores - Michael Cole - SmackDown - Jerry "the King" Lawler - RAW - Jim Ross - RAW / Combate Royal Rumble - Tazz - SmackDown / Combate Royal Rumble Comentadores espanhóis - Carlos Cabrera - Hugo Savinovich Árbitros - Mike Chioda - RAW - Jack Doan - RAW - Jim Korderas - SmackDown - Nick Patrick - SmackDown - Chad Patton - RAW - Charles Robinson - SmackDown | Outros - Eric Bischoff - General Manager RAW - Tony Chimel - apresentador de ringue - Howard Finkel - apresentador de ringue - Fit Finlay - supervisor - Christy Hemme - Sorteio do Royal Rumble - Steve Keirn - supervisor - Theodore Long - General Manager da SmackDown - Vince McMahon - Torrie Wilson - Sorteio do Royal Rumble |

## Combates de qualificação para o Royal Rumble
- Edge derrotou Rhyno na RAW
- Shelton Benjamin derrotou Maven na RAW
- John Cena derrotou René Duprée na SmackDown
  - Dupree foi permitido a participar, apesar da derrota.
- Viscera derrotou Tajiri na RAW
- Batista derrotou La Résistance (Rob Conway e Sylvain Grenier) na RAW
- Scotty 2 Hotty derrotou Akio na SmackDown
- Rey Mysterio derrotou Chavo Guerrero na SmackDown
- Muhammad Hassan derrotou Val Venis na RAW
- Paul London derrotou Spike Dudley, Shannon Moore e Funaki na SmackDown
- Kane derrotou Gene Snitsky e Maven na RAW
  - Snitsky foi permitido a participar, apesar da derrota.